# Euscalpellum antarcticum
Euscalpellum antarcticum is een rankpootkreeftensoort uit de familie van de Scalpellidae. De wetenschappelijke naam van de soort is voor het eerst geldig gepubliceerd in 1951 door Withers.